# Dirk Albertus Bakkenes
Dirk Albertus Bakkenes ('s-Gravesande, 3 november 1910 - Den Helder, 24 juli 1982) was Engelandvaarder.

## Engelandvaart
Bakkenes ging als bemanningslid mee op de KW 110. Stuurman van het schip was Jacob de Mos, die van plan was naar Engeland uit te wijken en gedaan had gekregen dat hij zijn eigen bemanning mocht uitzoeken. Op zee zouden ze schipper Pieter Grootveld Sr en de Nederlandse marconist Johannes A Dijkstra, een door de Duitsers opgeleide - en bewapende - V-mann, overvallen.  Op 29 augustus 1942 vertrok de KW 110 uit IJmuiden. De muiterij vond diezelfde avond plaats. Op 1 september kwam de logger in Engeland aan. De schipper en de V-mann werden uitgebreid verhoord waardoor meer bekend werd over het gebruik van spionageloggers. Zij werden geïnterneerd op het eiland Man. De andere bemanningsleden werden verhoord op de Patriotic School en voorlopig in Holland House in Londen ondergebracht. In oktober werden zij door koningin Wilhelmina ontvangen op Stubbings House in Maidenhead. De meesten kwamen bij de Koninklijke Marine, inclusief Bakkenes. 

## Familie
Bakkenes trouwde in 1932 met Petronella Hupje (1911-1975)  en kreeg vijf kinderen. De laatste werd ook Dirk Albertus genoemd en werd in februari 1943 in Leiden geboren. In juli 1943 kreeg hij nog een zoon, Otto Peter. Deze droeg eerst de naam van zijn moeder, Bouwens. In september 1945 scheidden Bakkenes en Hupje. In 1947 hertrouwde Bakkenes met Elisabeth Bouwens en werd Otto Peter gewettigd. Otto Peter werd kwartiermeester bij de Marine en verdronk in 1984, nadat zijn vlet was omgeslagen. Zijn zoon Ron werd na veertien uren gered, hij had zich vastgeklampt aan een plastic boei van een visnet.
Bakkenes overleed in Den Helder op 72-jarige leeftijd. Hij werd begraven op de Algemene begraafplaats Den Helder.